# Handelsgewas
Een handelsgewas is een landbouwgewas dat niet voor consumptiedoeleinden of als veevoeder wordt verbouwd, maar bedoeld is als grondstof voor de industrie. In Nederland zijn dit vezelvlas, koolzaad, karwij, blauwmaanzaad en kanariezaad.
Handelsgewassen uit tropische klimaten zijn rubber, jute, tabak en katoen. Veelal worden deze gewassen geëxporteerd.
Ook in de klassieke oudheid waren er al handelsgewassen. Het geneeskrachtige silphium is daarvan een voorbeeld.